# Georges Ben Amar
Pour les articles homonymes, voir Amar.
Georges Ben Amar est un footballeur français né le 6 mai 1925 à Paris et mort le 28 janvier 2011 à Castres.